# 新庄（甲）墓地
新庄(甲)墓地，位于中国青海省平安县三合乡新庄村，为青海省市县级文物保护单位，公布日期为1987年6月2日，类型为古墓葬。
新庄(甲)墓地的历史年代为青铜时代。